# Modulador selectivo del receptor de andrógenos
No confundir con SARM.
Los moduladores selectivos de los receptores androgénicos (SARM) son una clase de fármacos que activan selectivamente el receptor androgénico en tejidos específicos, favoreciendo el crecimiento muscular y óseo y teniendo menos efecto en los tejidos reproductores masculinos como la próstata.
Los fármacos esteroideos no selectivos, denominados esteroides anabolizantes androgénicos (AAS), se han utilizado con diversos fines médicos, pero sus efectos secundarios limitan su uso. En 1998, los investigadores descubrieron una nueva clase de compuestos no esteroideos, los SARM. Estos compuestos estimulan selectivamente el receptor androgénico, ofreciendo potentes efectos sobre el hueso y el músculo para aumentar la densidad ósea y la masa corporal magra, al tiempo que tienen un impacto mínimo sobre los tejidos reproductivos.
Los SARM se han investigado en estudios con seres humanos para el tratamiento de la osteoporosis, la caquexia (síndrome de desgaste), la hiperplasia prostática benigna, la incontinencia urinaria de esfuerzo y el cáncer de mama. A fecha de 2023, no hay ningún SARM aprobado por la Administración de Alimentos y Medicamentos de los Estados Unidos ni por la Agencia Europea de Medicamentos. Aunque los efectos adversos en los estudios clínicos han sido infrecuentes y leves, los SARM pueden causar elevación de las enzimas hepáticas, reducción de los niveles de colesterol HDL y supresión del eje hipotalámico-hipofisario-gonadal (eje HPG), entre otros efectos secundarios.
Desde principios del siglo XXI, los SARM se utilizan en el dopaje; la Agencia Mundial Antidopaje los prohibió en 2008. Los SARM se encuentran fácilmente en los mercados grises de Internet y se utilizan habitualmente con fines recreativos para estimular el crecimiento muscular.

## Historia

### Andrógenos esteroideos

Evolución de los esteroides androgénicos anabolizantes (arriba), los antiandrógenos no esteroideos y los SARM (centro), y los SERM (abajo).

Los esteroides anabolizantes androgénicos (AAS) se utilizan para tratar diversas afecciones médicas, pero sus efectos secundarios han impulsado la búsqueda de una nueva clase de fármacos, con una mejor separación entre los efectos anabolizantes deseables y los androgénicos indeseables. El primer AAS utilizado clínicamente fue la testosterona, descubierta en 1935 y aprobada por primera vez para uso médico en 1939. Los AAS, incluidos los producidos endógenamente como la testosterona y la dihidrotestosterona (DHT), se unen al receptor de andrógenos (RA) y lo activan para producir sus efectos. Los efectos de los AAS pueden dividirse en androgénicos (desarrollo y mantenimiento de las características sexuales masculinas) y anabólicos (aumento de la densidad ósea, la masa muscular y la fuerza). Los AAS también afectan la hematopoyesis, la coagulación, el metabolismo y la cognición. Para la mayoría de las aplicaciones médicas, un AAS con potentes efectos anabólicos y mínimos efectos androgénicos y cardiovasculares sería una ventaja.

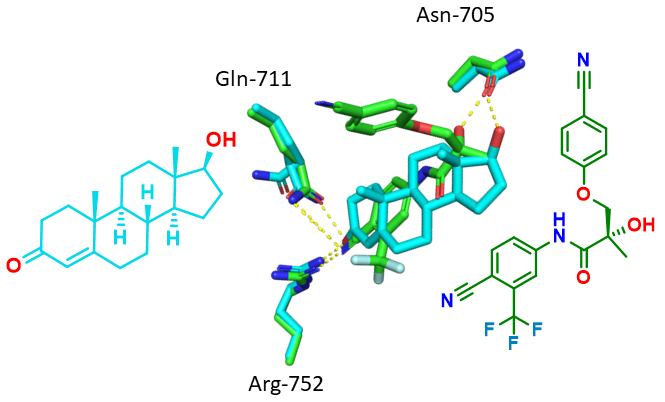
Superposición de las estructuras cristalográficas de testosterona (cian; PDB: 2AM9) con enobosarm (verde; PDB: 3RLJ) complejado con AR. Los enlaces de hidrógeno entre los residuos AR Arg-752, Gln-711, Asn-705 y los ligandos se representan como guiones amarillos.

En la década de 1930, se descubrieron los esteroides anabolizantes 17α-alquilados. Estos tienen una mayor estabilidad metabólica y son activos por vía oral, pero no son selectivos de tejido. Estos esteroides anabólicos alquilados todavía tienen efectos androgénicos significativos, y también son hepatotóxicos. En 1950, la nandrolona (19-nortestosterona) fue sintetizada por primera vez, que a veces se considera un SARM debido a la mayor selectividad de tejido que la testosterona. Además, la sustitución 7α-alquilo de la testosterona (por ejemplo, trestolona) también se ha reportado para aumentar sus efectos anabólicos. Sin embargo, los esfuerzos para desarrollar un esteroide con efectos anabólicos pero androgénicos mínimos no tuvieron éxito.

### SERMs
El interés por los agonistas/antagonistas mixtos no esteroideos del RA aumentó tras hacerse evidentes los usos terapéuticos de los moduladores selectivos de los receptores estrogénicos (SERM). El primer SERM, el tamoxifeno, se desarrolló originalmente como anticonceptivo antiestrógeno. Sin embargo, se descubrió que favorecía la ovulación en humanos al actuar como agonista en los ovarios. Posteriormente, el fármaco se reutilizó con éxito como tratamiento contra el cáncer de mama, donde se descubrió que actuaba como antagonista completo en el tejido mamario. De forma un tanto inesperada, también se descubrió que el tamoxifeno preserva la densidad ósea al actuar como agonista en los osteoclastos que reabsorben el hueso. El éxito clínico de los SERM estimuló el interés por fármacos análogos selectivos de tejidos dirigidos al RA.

### Antagonistas no esteroideos del RA
El punto de partida químico de los agonistas/antagonistas mixtos del RA fueron los antiandrógenos no esteroideos del RA, como la flutamida, la nilutamida y la bicalutamida. Estos antagonistas actúan uniéndose al RA para impedir la acción androgénica; esta clase de sustancias químicas data de los años 70. El descubrimiento de las arilpropionamidas, que comparten similitud estructural con la bicalutamida y la hidroxiflutamida, sugirió una forma de fabricar compuestos que se unieran al RA y produjeran efectos tanto anabólicos como antiandrogénicos.  Los moduladores selectivos del receptor androgénico (SARM) se desarrollaron por el deseo de mantener los efectos anabólicos de los andrógenos en el músculo y el hueso, evitando al mismo tiempo los efectos secundarios en otros tejidos como la próstata y el sistema cardiovascular.

### SARM no esteroideos
Los primeros SARMs no esteroideos fueron desarrollados en 1998 independientemente por dos grupos de investigación, uno en la Universidad de Tennessee que creó un SARM arilpropionamida y Ligand Pharmaceuticals que hizo un SARM con una estructura central de quinolona. El nombre fue adoptado por analogía con los SERMs. Otros SARMs incluyen tetrahidroquinolinas, tricíclicos, tricíclicos puenteados, anilina, diaril anilina, hidantoínas bicíclicas, benzimidazol, imidazolopirazol, indol y derivados de pirazolona. Los SARMs pueden ser agonistas, antagonistas o agonistas parciales del RA dependiendo del tejido, lo que puede permitir tratar condiciones médicas específicas minimizando los efectos secundarios. Los que han avanzado a ensayos en humanos muestran efectos más fuertes en el tejido óseo y muscular y efectos más débiles en la próstata.
A diferencia de la mayoría de las formas actuales de sustitución de la testosterona, los SARM son biodisponibles por vía oral y se eliminan en gran medida a través del metabolismo hepático y se metabolizan a través de la hidrólisis de amidas en el caso de las arilpropionamidas y la nitro reducción del anillo A de la andarina.

### Propuesta de tratamiento del hipogonadismo
Debido al perfil de efectos secundarios potencialmente mejor de los SARM en comparación con la testosterona, se ha propuesto el uso de los SARM para el tratamiento del hipogonadismo y para la terapia de sustitución androgénica.  Los ensayos de fase I y II han proporcionado pruebas preliminares de que los SARM enobosarm y GSK-2881078 (en hombres de edad avanzada y mujeres posmenopáusicas), y OPL-88004 (supervivientes de cáncer de próstata con niveles bajos de testosterona) aumentan la masa corporal magra y el tamaño muscular con escasos efectos en la próstata, lo que respalda el potencial de los SARM para su uso en la terapia de sustitución hormonal.  Sin embargo, se ha argumentado que los SARMs no son ideales para su uso en la terapia de reemplazo de andrógenos y no podrían sustituir a la testosterona en este contexto, ya que no reproducen el espectro completo de efectos de la testosterona, incluyendo la potenciación androgénica a través de la 5α-reducción y aromatización en estrógenos. La señalización estrogénica en particular es esencial para la fisiología masculina normal y la salud, incluyendo por ejemplo el mantenimiento de la fuerza ósea.

## Mecanismo
El mecanismo de acción de los efectos tisulares específicos de los SARM sigue siendo objeto de debate en 2020 y se han planteado varias hipótesis. Estos incluyen la no activación de SARMs por 5α-reductasa, tejido selectivo expresión de coreguladores del receptor de andrógenos, señalización no genómica y tejido selectivo absorción de SARMs.

### 5α-Reductasa
La testosterona es activa en el tejido no reproductivo sin activación. Por el contrario, la activación selectiva de tejido por 5α-reductasa a la forma más activa DHT se requiere para la actividad significativa en el tejido reproductivo. El resultado neto es que la testosterona y su metabolito juntos no son selectivos de tejido. SARMs no son sustratos de 5α-reductasa, por lo tanto no son selectivamente activados como la testosterona en tejidos como la próstata. Esta falta de activación efectivamente imparte un grado de selectividad de tejido a SARMs.

### Correguladores del receptor de andrógenos
La expresión de coreguladores de transcripción selectiva por tejido es otro posible contribuyente a la selectividad de los SARMs. Al igual que otros receptores nucleares de tipo I, el receptor de andrógenos (RA) no ligado reside en el citosol complejado con proteínas de choque térmico (HSP). Cuando se une al ligando, el RA se libera de las HSP y se traslada al núcleo, donde se une a los elementos de respuesta androgénica del ADN para regular la expresión génica. Los agonistas del RA, como la testosterona, reclutan proteínas coactivadoras para el RA que facilitan la regulación al alza de la expresión génica, mientras que los antagonistas reclutan corepresores que regulan a la baja la expresión génica. Estructuralmente, los agonistas puros del RA estabilizan la posición de la hélice-12 (H12) en el dominio de unión al ligando del RA cerca de H3 y H4 para producir una hendidura superficial que se une a un motivo FxxLF contenido en los coactivadores.  Por el contrario, los antagonistas desestabilizan la conformación agonista de H12 bloqueando la unión del motivo coactivador FXXLF mientras facilitan la unión del motivo corepresor LXX(I/H)IXXX(I/L) que se encuentra en los corepresores NCOR1 y SMRT.
En analogía con los SERMs, los SARMs son agonistas/antagonistas mixtos mostrando actividad agonista del receptor de andrógenos en hueso y músculo y actividad agonista o antagonista parcial en otros tejidos como la próstata. Agonistas no selectivos como la testosterona son capaces de reclutar coactivadores cuando se unen al RA pero no corepresores y por lo tanto son agonistas en todos los tejidos. En contraste, los SARMs pueden reclutar tanto coactivadores como corepresores desestabilizando parcialmente la conformación agonista de H12. En tejidos donde los coactivadores están en exceso (como en hueso y músculo), los SARMs actúan como agonistas. Por el contrario, en los tejidos donde corepressors están en exceso (como la próstata), SARMs actúan como agonistas parciales o antagonistas.
Las pruebas in vitro de los SARMs enobosarm (ostarina) y YK-11 mostraron que se unían al AR, pero a diferencia de los agonistas completos del AR, bloqueaban la interacción entre el N-terminal y el C-terminal del AR, lo que resultaba en un modo de acción mixto agonista/antagonista.

### Señalización no genómica
Además de la regulación de la expresión génica por el RA nuclear, se sabe que el RA asociado a la membrana tiene rápidos efectos no genómicos en las células a través de cascadas de transducción de señales. Los efectos no genómicos parecen contribuir significativamente a los efectos anabólicos de los andrógenos, mientras que los efectos genómicos son los principales responsables del desarrollo de los órganos sexuales masculinos. Además, cada andrógeno esteroideo o SARM no esteroideo influye de forma única en distintas vías dependiendo del tipo de célula.

### Distribución tisular
La captación selectiva en tejidos anabólicos presenta otro mecanismo potencial para la selectividad tisular del SARM. Sin embargo, los estudios de autorradiografía con SARM radiomarcados no muestran una distribución preferencial en los tejidos anabólicos.

## Fármacos candidatos
| Nombre                                       | Clase                   | Desarrollador                                | Investigado para                                                                             | Máxima fase de desarrollo alcanzada | Estructura              |
| -------------------------------------------- | ----------------------- | -------------------------------------------- | -------------------------------------------------------------------------------------------- | ----------------------------------- | ----------------------- |
| Andarina (S-4, GTx-007)                      | Arilpropionamida        | GTx, Oncternal Therapeutics                  | Caquexia                                                                                     | Fase I (descontinuado)              |                         |
| Arcarina (ORM-11984)                         | Desconocido             | Orion Corporation                            | Hiperplasia prostática benigna, hipogonadismo, osteoporosis                                  | Fase I (descontinuado)              | Estructura no divulgada |
| BMS-564,929 (PS-178990)                      | Pirroloimidazol         | Bristol-Myers Squibb, Ligand Pharmaceuticals | Andropausia, caquexia                                                                        | Fase I (descontinuado)              | [ 30 ]                  |
| DT-200 (GLPG-0492)                           | Imidazolidina-2,4-diona | ProSkelia, Akashi Therapeutics, Galapagos NV | Distrofia muscular, caquexia                                                                 | Fase I                              |                         |
| Enobosarm (ostarina, GTx-024, MK-2866, S-22) | Arilpropionamida        | GTx, Veru Healthcare                         | Cáncer de mama, caquexia, distrofia muscular, incontinencia urinaria de esfuerzo             | Fase III                            |                         |
| GSK-971086                                   | Indol                   | GlaxoSmithKline                              | Sarcopenia                                                                                   | Fase I (descontinuado)              | [ 39 ]                  |
| GSK-2849466                                  | N-arilhidroxialquilo    | GlaxoSmithKline                              | Caquexia, falla cardíaca                                                                     | Fase I (descontinuado)              | [ 42 ]                  |
| GSK-2881078                                  | Indol                   | GlaxoSmithKline                              | Caquexia                                                                                     | Fase II                             |                         |
| GTx-027                                      | Arilpropionamida        | GTx                                          | Cáncer de mama, incontinencia urinaria de esfuerzo                                           | Fase I (descontinuado) o preclínico |                         |
| LGD-2941 (LGD-122941)                        | Quinolinona             | Ligand Pharmaceuticals                       | Caquexia, disfunción sexual, hipogonadismo, menopausia, osteoporosis                         | Fase I (descontinuado)              |                         |
| LGD-4033 (VK5211, ligandrol)                 | Pirrolidinobenzonitrilo | Ligand Pharmaceuticals                       | Pérdida muscular por fractura de cadera, caquexia, hipogonadismo, osteoporosis               | Fase II                             |                         |
| LY305                                        | N-arilhidroxialquilo    | Eli Lilly                                    | Osteoporosis                                                                                 | Fase I                              |                         |
| MK-0773 (PF-05314882)                        | Esteroides              | GTx, Merck                                   | Sarcopenia, osteoporosis                                                                     | Fase II (descontinuado)             |                         |
| MK-3984                                      | Bencilpropionamida      | Merck                                        | Sarcopenia                                                                                   | Fase I                              |                         |
| OPK-88004 (LY-2452473, TT-701)               | Indol                   | Eli Lilly, OPKO                              | Hiperplasia prostática benigna, calidad de vida en el cáncer de próstata, disfunción eréctil | Fase II                             |                         |
| PF-06260414                                  | Isoquinolina            | Pfizer                                       | Caquexia                                                                                     | Fase I (descontinuado)              |                         |
| Vosilasarm (RAD140, EP0062, testolona)       | Feniloxadiazol          | Ellipsis                                     | Cáncer de mama, osteoporosis, sarcopenia                                                     | Fase I/II                           |                         |
| YK-11                                        | Esteroides              | Universidad de Toho                          | Pérdida de masa muscular                                                                     | Preclínico                          |                         |

Ciertos esteroides anabólicos, como la trestolona, el undecanoato de dimetandrolona y el dodecilcarbonato de 11β-metil-19-nortestosterona, también se han clasificado a veces como SARM.

## Posibles aplicaciones terapéuticas
Debido a su selectividad tisular, los SARM tienen potencial para tratar una amplia variedad de afecciones, incluidas enfermedades debilitantes. Se han investigado en estudios con seres humanos para el tratamiento de la osteoporosis, la caquexia, la hiperplasia prostática benigna, la incontinencia urinaria de esfuerzo, el cáncer de próstata y el cáncer de mama, y también se han considerado para el tratamiento de la enfermedad de Alzheimer, la distrofia muscular de Duchenne, el hipogonadismo y como anticonceptivo masculino. A fecha de 2023, no hay ningún SARM cuyo uso terapéutico haya sido aprobado por la Administración de Alimentos y Medicamentos de los Estados Unidos ni por la Agencia Europea del Medicamento.
La mayoría de los SARM se han probado in vitro o en roedores, mientras que se han llevado a cabo ensayos clínicos limitados en seres humanos. La investigación inicial se centró en el desgaste muscular. Enobosarm (ostarina) es el SARM más estudiado; según su fabricante, GTx Incorporated, se han llevado a cabo 25 estudios en más de 1.700 seres humanos hasta 2020 con dosis de 1 a 18 mg diarios.  A partir de 2020, hay poca investigación que distingue diferentes SARMs entre sí. Gran parte de la investigación sobre SARMs se ha llevado a cabo por las empresas y no se ha puesto a disposición del público.

### Hiperplasia prostática benigna
En modelos de rata de hiperplasia prostática benigna (HPB), una afección en la que la próstata aumenta de tamaño en ausencia de cáncer de próstata, los SARM redujeron el peso de la próstata. El OPK-88004 avanzó hasta un ensayo de fase II en humanos, pero se interrumpió debido a la dificultad para medir el tamaño de la próstata, el criterio de valoración principal del ensayo.

### Cáncer
Los SARMs pueden ayudar a tratar el cáncer de mama AR y receptor de estrógeno (ER) positivo, que comprenden la mayoría de los cánceres de mama. Los AAS fueron históricamente utilizados con éxito para tratar el cáncer de mama AR positivo, pero fueron retirados gradualmente después del desarrollo de terapias antiestrógeno, debido a los efectos secundarios androgénicos y las preocupaciones sobre la aromatización a estrógeno (que no ocurre con los SARMs).  Aunque un ensayo en cáncer de mama triple negativo AR positivo (que es ER-) se terminó antes de tiempo debido a la falta de eficacia, enobosarm mostró beneficios en algunas pacientes con cáncer de mama ER+, AR+ en un estudio de fase II. En pacientes con más del 40 por ciento de positividad de RA determinada por inmunohistoquímica, la tasa de beneficio clínico (TBC) fue del 80 por ciento y la tasa de respuesta objetiva (TRO) fue del 48 por ciento, lo que se consideró prometedor dado que las pacientes tenían la enfermedad avanzada y habían sido fuertemente pretratadas. En 2022, la FDA concedió la designación de vía rápida a enobosarm para el cáncer de mama metastásico RA+, RE+, HER2. Otros SARM como vosilasarm han llegado a ensayos clínicos en pacientes con cáncer de mama.

### Debilitamiento óseo y muscular
En 2020 no hay ningún fármaco aprobado para tratar el desgaste muscular en personas con enfermedades crónicas, por lo que existe una necesidad insatisfecha de fármacos anabolizantes con pocos efectos secundarios. Un aspecto que dificulta la aprobación de fármacos para los tratamientos de la caquexia y la sarcopenia (dos tipos de desgaste muscular) es el desacuerdo sobre los resultados que demostrarían la eficacia de un fármaco. Varios ensayos clínicos han descubierto que los SARM mejoran la masa magra en humanos, pero no está claro si también mejoran la fuerza y la función física. Tras unos resultados prometedores en un ensayo de fase II, se demostró que un ensayo de fase III con enobosarm aumentaba la masa corporal magra, pero no mostró una mejora significativa de la función. A éste y otros fármacos se les ha denegado la aprobación reglamentaria debido a la falta de pruebas de que aumentaran el rendimiento físico; la prevención del deterioro de la funcionalidad no fue considerada un criterio de valoración aceptable por la FDA. Se desconoce cómo interactúan los SARM con la ingesta de proteínas en la dieta y el entrenamiento de resistencia en personas con desgaste muscular.
Los ensayos de fase II de enobosarm para la incontinencia urinaria de esfuerzo -considerados prometedores, dado que el músculo elevador del ano del suelo pélvico tiene una elevada densidad de receptores androgénicos- no alcanzaron su objetivo final y fueron abandonados.
A diferencia de otros tratamientos para la osteoporosis, que actúan disminuyendo la pérdida ósea, los SARM han demostrado potencial para promover el crecimiento del tejido óseo. El LY305 mostró resultados prometedores en un ensayo de fase I en humanos.

## Efectos secundarios
En contraste con AAS y reemplazo de testosterona, que tienen muchos efectos secundarios que han restringido su uso médico, SARMs son bien tolerados y tienen eventos adversos leves y poco frecuentes en los ensayos controlados aleatorios. SARMs a veces se afirma que no virilizante (no masculinizante).  Sin embargo, en la actualidad, los SARMs no están caracterizados clínicamente en términos de potenciales efectos virilizantes. Además, los SARMs no pueden ser aromatizados a estrógeno, por lo tanto no causan efectos secundarios estrogénicos, por ejemplo ginecomastia.
El uso de SARM puede causar elevación de las enzimas hepáticas y reducción del colesterol HDL. La administración transdérmica mediante un parche cutáneo puede reducir estos efectos. Varios informes de casos han asociado los SARM con lesiones hepáticas inducidas por fármacos hepatocelulares cuando se usan con fines recreativos, se desconoce si el riesgo es significativo para el uso médico. Se desconoce si los SARMs aumentan el riesgo de eventos cardiovasculares. Los SARMs tienen menos efecto en los perfiles de lípidos sanguíneos que el reemplazo de testosterona; no se sabe si las reducciones de HDL inducidas por andrógenos aumentan el riesgo cardiovascular; y los SARMs aumentan la sensibilidad a la insulina y disminuyen los triglicéridos.
Aunque causan menos supresión del eje hipotalámico-hipofisario-gonadal (eje HPG) que la testosterona, los estudios han encontrado que las gonadotropinas, la testosterona libre y total, y la SHBG pueden reducirse de una manera dependiente del compuesto y de la dosis en los hombres por el uso de SARM. Típicamente la SHBG se reduce junto con la testosterona total y el colesterol total mientras que el hematocrito se incrementa. La mayoría de los estudios han encontrado que la hormona folículo estimulante (FSH), hormona luteinizante (LH), antígeno prostático específico, estradiol, y los niveles de DHT no se alteran. De SARMs que se han investigado, enobosarm es uno de los menos supresores de gonadotropinas, incluso en dosis mucho más altas que las utilizadas en los ensayos clínicos. Se desconoce cómo se ve afectado el eje HPG en mujeres que usan SARMs. El efecto de los SARMs en la supresión de las gonadotropinas FSH y LH es lo que hace a los SARMs potencialmente útiles como anticonceptivos masculinos.

## Uso no médico
Fuera de la investigación farmacéutica, los SARM son una sustancia del mercado gris producida por pequeños laboratorios y a menudo comercializada como un producto químico de investigación supuestamente no para el consumo humano. La comercialización de SARM para el consumo humano es ilegal en algunas jurisdicciones y ha dado lugar a condenas penales en los Estados Unidos y la mayor multa jamás impuesta en virtud de la Ley de Productos Terapéuticos de Australia de 1989. Aunque los SARM están fácilmente disponibles para su compra en Internet, un estudio encontró que la mayoría de los productos anunciados como SARM en línea estaban mal etiquetados. También se pueden encontrar anécdotas y guías de uso en Internet y en las redes sociales. Algunos compuestos se comercializan habitualmente para uso recreativo como SARM a pesar de tener un mecanismo de acción diferente. Estas sustancias incluyen el ibutamoren (MK-677), que aumenta la secreción de la hormona del crecimiento; GW501516 (cardarine), un mimético del ejercicio que funciona como agonista del PPARβ/δ; y SR9009 (Stenabolic), un agonista del Rev-Erb, que desempeña un papel en el ritmo circadiano.
Los SARMs son utilizados por físicoculturistas y atletas de competición debido a sus efectos anabólicos y a su falta de efectos androgénicos, particularmente en Estados Unidos, Europa y otros países occidentales. Algunos individuos que utilizan SARMs de forma recreativa combinan múltiples SARMs o toman un SARM junto con otros compuestos, aunque no existen investigaciones sobre la combinación de SARMs. Las dosis utilizadas a menudo superan las de los ensayos clínicos; no obstante, la masa libre de grasa que se gana con los SARM suele ser inferior a la que se obtiene con dosis moderadas de derivados de la testosterona. Según un estudio de usuarios de SARM, más del 90% estaba satisfecho con su uso y el 64% volvería a tomar SARM, aunque la mayoría experimentó efectos adversos.
Los SARM fueron prohibidos por la Agencia Mundial Antidopaje (AMA) en 2008. Los SARM pueden detectarse en la orina y el cabello tras su consumo. La AMA informó de su primer resultado analítico adverso por SARM en 2010 y el número de pruebas positivas ha aumentado desde entonces; los SARM detectados con más frecuencia son enobosarm (ostarina) y LGD-4033 (ligandrol). Los deportistas que compiten en la NFL, la NBA, la UFC, la NCAA y los Juegos Olímpicos han dado positivo. Existen pruebas limitadas sobre cómo afectan los SARM al rendimiento atlético.

## Terminología
A veces también se hace referencia a los SARM como «andrógenos no esteroideos»,  aunque no todos los SARM tienen una estructura no esteroidea y también existen SARM esteroideos. Los primeros SARM, descubiertos en 1998, eran no esteroideos e inicialmente se denominaron andrógenos no esteroideos. En 1999, se introdujo el término «modulador selectivo del receptor androgénico» o «SARM», ya que la actividad mixta agonista-antagonista y selectiva de tejidos de estos agonistas no esteroideos del receptor androgénico tenía similitudes con los moduladores selectivos del receptor estrogénico (SERM).  A pesar de su uso generalizado, el término «modulador selectivo del receptor androgénico» ha sido criticado por algunos autores, como David Handelsman, quien sostiene que se trata de un término de marketing farmacéutico engañoso en lugar de una descripción farmacológica precisa. También ha criticado las nociones de que los SARM aíslan los efectos anabólicos de los efectos androgénicos o virilizantes, como se ha afirmado anteriormente en el caso de los esteroides anabólicos.